# Regolamento (finanza)
Il regolamento (in inglese settlement) nei mercati finanziari, è il processo in base al quale viene data attuazione a un contratto stipulato sul mercato, in base alle condizioni stabilite nel contratto medesimo. Può consistere nella consegna di titoli o denaro, fisicamente o tramite servizi telematici a una data fissata in un luogo fissato.
In molti mercati si stabilisce una data di regolamento successiva a quella in cui viene stipulato il contratto; per esempio, due giorni lavorativi per i mercati azionari e un giorno lavorativo per i titoli di Stato.
Il ritardo tra stipula e attuazione del contratto può comportare dei rischi, in quanto alla data di regolamento una delle parti potrebbe non essere più in grado di onorarlo (c.d. rischio di regolamento). Nei mercati regolamentati il rischio per le parti è gestito dall'ente regolatore che si occupa anche del processo correlato al regolamento, cioè la compensazione.
La compensazione influisce sul regolamento riducendo il volume di beni scambiati tra le parti in quanto porta allo scambio soltanto del netto dovuto tra le due parti.

## Sistemi di regolamento
Di seguito una lista di alcuni sistemi di regolamento europei:
- TARGET2 (T2), il sistema europeo di regolamento lordo in tempo reale (RTGS)
- TARGET2-Securities (T2S)
- TARGET Instant Payment Settlement (TIPS)